# Miradouro dos Aflitos

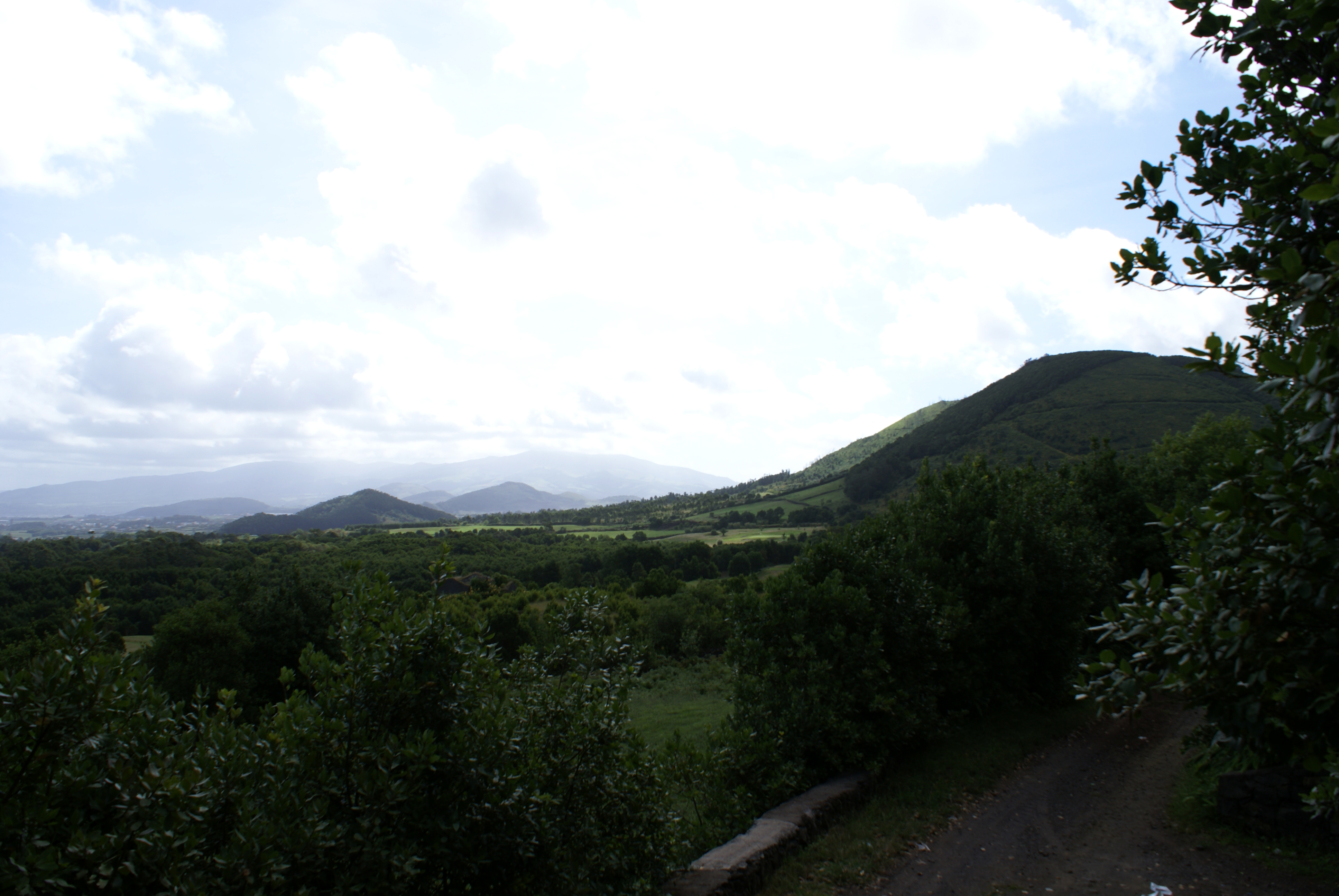
Miradouro dos Aflitos.

O Miradouro dos Aflitos é um miradouro português localizado nos Fenais da Luz, na zona da Batalha, concelho de Ponta Delgada, na ilha açoriana de São Miguel.
Este miradouro oferece uma vista sobre parte do Campo de Golfe da Batalha bem como sobre parte do concelho de Ponta Delgada.